# Das Leben des Antoine B.
Antoine Bloyé ist ein Roman von Paul Nizan, der 1933 bei Grasset in  Paris erschienen ist.

## Der Autor über diesen Roman
„Ce livre raconte la vie d'un homme. Un homme qui a un métier, une femme, des enfants et qui finit par mourir... Antoine Bloyé est un homme qui est constamment rongé par la mort, parce qu'il n'accomplit pas les gestes qui l'annulent. Il n'accomplit rien : il existe comme tout le monde; comme tous les hommes de la bourgeoisie, il vit d'une manière imaginaire dans un monde de fantômes : les fantômes du devoir, de l'amour, du travail, de l'ambition, du succès. Sa vie n'a pas de sens, pas d'espoir. Il connaît l'angoisse de la mort à cause de ce vide radical.
La mort et la bourgeoisie sont les thèmes principaux de ce livre. Autour d'eux s'ordonne la description d'une époque et de mœurs, à peu près abolies. Le milieu où se déroule le roman est celui des chemins de fer, qui n'est pas moins singulier que celui des marins.“
(auf Deutsch: „Dieses Buch erzählt das Leben eines Mannes. Ein Mann, der einen Beruf, eine Frau und Kinder hat und schließlich stirbt... Antoine Bloyé ist ein Mann, der ständig vom Tod geplagt wird, weil er nicht die Handlungen ausführt, die ihn aufheben würden. Er tut nichts: Er existiert wie alle anderen; wie alle bürgerlichen Männer lebt er auf imaginäre Weise in einer Welt voller Gespenster: Gespenster der Pflicht, der Liebe, der Arbeit, des Ehrgeizes, des Erfolges. Sein Leben hat keinen Sinn, keine Hoffnung. Aufgrund dieser radikalen Leere erlebt er Todesangst. Der Tod und die Bourgeoisie sind die Hauptthemen dieses Buches. Um sie herum ordnet sich die Beschreibung einer Epoche und von Sitten, die so gut wie abgeschafft sind. Das Milieu, in dem der Roman spielt, ist das der Eisenbahner, das nicht weniger einzigartig ist als das der Seeleute.“)

## Zum Inhalt
Als pflichtbewusster und intelligenter Schüler, arbeitet sich Antoine Bloyé, der Sohn eines Postboten aus Orléans und einer Putzfrau, von der École d’Arts et Métiers d’Angers (Kunst- und Gewerbeschule in Angers) bis zum Werkstattleiter der Eisenbahngesellschaft hoch. Es kommt der Erste Weltkrieg. In den Werkstätten werden nun Granaten hergestellt...

## Ausgaben
- Antoine Bloyé, Éditions Bernard Grasset,  Paris 1933.
- Antoine Bloyé, Le Livre de poche no 3173, 1971
- 2005 – Antoine Bloyé, collection Les Cahiers Rouges, Éditions Bernard Grasset, Paris 2005.

deutschsprachige Ausgabe:
- Das Leben des Antoine B., übersetzt aus dem Französischen von Gerda Scheffel, DuMont Buchverlag, Köln 2005.

## Adaptationen und Literaturwissenschaft
- 1974: Antoine Bloyé, Fernsehfilm von Marcel Bluwal.Antoine Bloyé sur BDFF
- Joseph Jurt, Die literarische Tradition der ‚transfuges de classe‘ in Frankreich, Vortrag auf dem Frankoromanistentag 2022 in Wien. Zusammenfassung: Zusammenfassung als PDF-Datei}